# Марина Немат
За људе који се зову Немат, погледајте Немат.
Марина Немат (Персијски: مارینا نِمت‎, Руски: Марина Немат; рођена 22. априла 1965) је ауторка два мемоара о свом животу и одрастању у Ирану, служећи казну у затвору Евин због говорења против иранске владе, избегавши смртну казну и коначно побегавши из Ирана да живи у Канади. 

## Живот
Нематине баке су обе биле рускиње, она је одгајана у руској православној хришћанској породици у Техерану. Обе њене баке су, са својим мужевима за које су се венчале пре руске револуције 1917, побегле из Русије у Иран као део масовног таласа миграције која је почела. Њен отац је радио као плесни инструктор, њена мајка као фризерка. Била је средњошколка када је мохархију Мохамеда Резе Пахлавија срушила Исламска револуција Ајатолаха Хомеинија. Док се студенткиња Марина Немат противила репресивној политици нове Исламске владе, присуствовала је демонстрацијама и писала анти-револуционарне чланке у студентским новинама. 
15. јануара 1982, када је имала 16 година, Немат је ухапшена и затворена због својих ставова против револуције. Мучена је у злогласном затвору Евин, познатом по зверствима над политичким затвореницима, и осуђена на смрт. Спасио ју је затворски чувар, који је такође постигао ублажавање казне у доживотном затвору. Међутим, након пет месеци затвора, постало је јасно да је Али развио повезаност са Немат, и намеравао да је присили да се уда за њега. Немат се на крају венчала са чуварем и пуштена је из затвора; он је касније убијен.
Немад се касније венчала са Андреом Нематом. Побегли су у Канаду 1991. и имају два сина. Немат је радила у франшизи ресторана Аурора, Swiss Chalet ланца ресторана, и своју животну причу написала је у 78000 речи. Знала је да многе жртве не желе да причају о својој судбини.
Данас Немат хонорарно предаје писање мемоара на Универзитету Торонто у школи континуираних студија, и редовно говори о својим искуствима пред средњошколским одељењима, универзитетима, библиотекама, удружењима. Редовна је учесница форума за слободу у Ослу. 2012. гостовала је као говорник на форуму за слободу у Сан Франциску фондације за људска права, заједно са Аунг Сан Су Ћи и Гаријем Каспаровим. 

## Мемоари
Њену књигу Заробљеник из Техерана објавило је 27 издавачких кућа широм света (2012). У априлу 2012, позоришна адаптација књиге постављена је у позоришту Passe Muraille у Торонту, под управо Маје Ардал. 2014, Немат је такође сарађивала са плесним позориштем Motus O да би створила мултудисциплинирано дело засновано на мемоарима који се састоје од ''кобинације изговорене речи, покрета, видеа и музике.'' У новембру 2016, продукција је изведена у музеју за људска права у Канади.
2010, Немат је објавила још једну књину, После Техерана: Обновљен живот. 

## Награде
Марини Немат додељена је прва награда за људско достојанство у децембру 2007. Ову награду сваке године додељују Европски парламент и културно удружење Европа 2004. Награда за људско достојанство ''прославља организације и појединце који раде за свет ослобођен нетолеранције и социјалне неправде, свет у коме се поштују основна људска права.'' Одбор за награду рекао је да је Немат изабрана ''због своје снаге карактера упркос животним искуствима.''